# Фискальные марки Басутоленда и Лесото

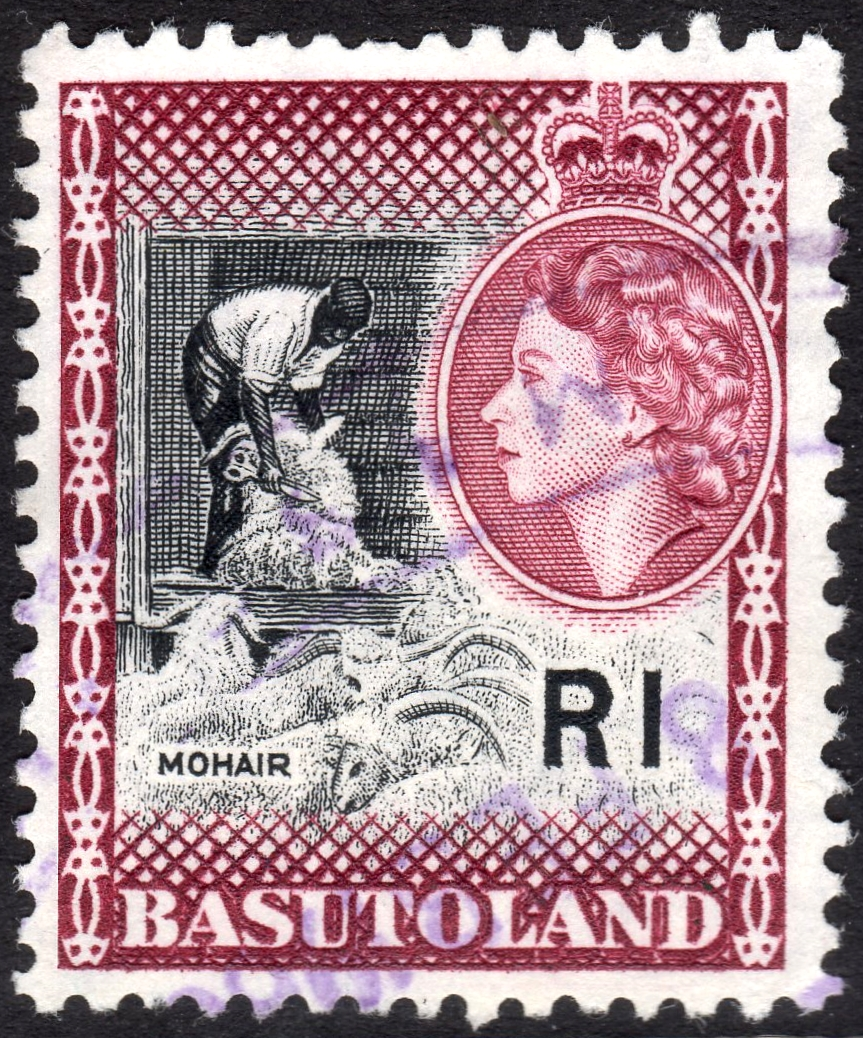
Почтовая и фискальная марка Басутоленда номиналом 1 рэнд 1963 г., побывавшая в фискальном обращении

Басутоленд, ныне известный как Лесото, впервые выпустил фискальные марки в 1900 году и продолжает выпускать их.

## Басутоленд
Первые фискальные марки Басутоленда были выпущены в 1900 году. С этого года по 1913 год на различных почтовых марках Капской колонии и Колонии Оранжевой реки делались надпечатки для этого протектората.
С 1913 года по 1946 год подобные надпечатки делались на различных южноафриканских фискальных марках.
В 1933 году была выпущена фискальная марка номиналом 1 фунт стерлингов с изображением Георга V и крокодила, аналогичная почтовым маркам, находившимся в почтовом обращении в то время, но с изменёнными надписями.
В 1953 году были выпущены две марки с портретом Елизаветы II и с изображением герба колонии, а в 1961 году на них была сделана надпечатка новой валюты — южноафриканского рэнда. Позднее в том же году вместо марок с надпечатками были выпущены марки аналогичных рисунков с номиналами в рэндах, при этом примерно в 1967 году вышла ещё одна фискальная марка с надпечаткой нового номинала.

## Лесото
В 1966 году Басутоленд обрёл независимость под названием Лесото. Год спустя были выпущены первые фискальные марки новой страны, основным рисунком которых стало изображение герба государства. Они оставались в обращении в течение многих лет, пока примерно в 2006 году не были выпущены фискальные марки нового рисунка с изображением птицы. Эти марки остаются в обращении и по сей день.